# La Tour-en-Maurienne
La Tour-en-Maurienne ist eine französische Gemeinde mit 1.091 Einwohnern (Stand: 1. Januar 2022) im Département Savoie in der Region Auvergne-Rhône-Alpes. Sie gehört zum Arrondissement Saint-Jean-de-Maurienne und zum Kanton Saint-Jean-de-Maurienne.
Sie entstand als Commune nouvelle mit Wirkung vom 1. Januar 2019 durch die Zusammenlegung der bisherigen Gemeinden Le Châtel, Hermillon und Pontamafrey-Montpascal, die in der neuen Gemeinde den Status einer Commune déléguée haben. Der Verwaltungssitz befindet sich im Ort Hermillon.

## Gliederung
| Ortsteil                    | ehemaliger INSEE-Code | Fläche (km²) | Einwohnerzahl zum 1. Januar 2022 |
| --------------------------- | --------------------- | ------------ | -------------------------------- |
| Hermillon (Verwaltungssitz) | 73135                 | 14,06        | 646                              |
| Le Châtel                   | 73080                 | 15,31        | 172                              |
| Pontamafrey-Montpascal      | 73203                 | 11,59        | 273                              |

## Lage
Nachbargemeinden sind Montvernier im Nordwesten, Saint François Longchamp mit Montaimont im Norden, Les Belleville im Osten, Saint-Julien-Mont-Denis im Südosten, Villargondran im Süden, Saint-Jean-de-Maurienne im Südwesten und Jarrier und Sainte-Marie-de-Cuines im Westen.